# باور (آلبوم جاستین بیبر)
باور (به انگلیسی: Believe) سومین آلبوم استودیویی از خواننده و ترانه‌نویس کانادایی
جاستین بیبر است که در ۱۵ ژوئن ۲۰۱۲ توسط آیلند، آربی‌ام‌جی و اسکول‌بوی منتشر شد.

بیبر دربارهٔ آلبوم می‌گوید:

[این آلبوم دارای] موسیقیِ بسیار تازه‌ای هست. اما من از موسیقی‌های قدیمی خیلی الهام گرفتم. تأثیرات بسیاری از مایکل جکسون در این آلبوم وجود دارد، از آراَندبی قدیمی؛ از پاپ قدیمی. چیزهایی در این آلبوم هست که من احساس می‌کنم که می‌توانم روش کار بکنم اما به صورت تازه و جدید.

## تک‌آهنگ‌ها
در ۲۶ مارس ۲۰۱۲ اولین تک‌آهنگ این آلبوم با نام «دوست‌پسر» منتشر شد. این تک‌آهنگ در رتبهٔ ۲ جدول ۱۰۰ آهنگ داغ بیلبورد قرار گرفت.

### تک‌آهنگ‌های تبلیغاتی
در ۲۹ مه ۲۰۱۲ اولین تک‌آهنگ تبلیغاتی آلبوم باور با نام «مردن در آغوش تو» در آی‌تونز منتشر شد. این ترانه، مشابه ترانه «We've Got a Good Thing Going» اثر مایکل جکسون است که در سال ۱۹۷۲ در آلبوم بِن منتشر شد.
دومین تک‌آهنگ تبلیغاتی آلبوم با نام «در سراسر جهان» با همراهی لوداکریس در تاریخ ۵ ژوئن ۲۰۱۲ در آی‌تونز منتشر شد.